# Бабенко Андрій Єлисейович
Бабенко Андрій Єлисейович (нар. 3 червня 1936, с. Хмельове — фахівець у галузі механіки. Доктор технічних наук (1996), професор (1998).

## Життєпис
Закінчив Київський політехнічний інститут (1964), де з того часу й працює. Асистент, старший викладач, доцент, професор кафедри динаміки та міцності машин і опору матеріалів.
Наукові дослідження пов'язані з вивченням напружено-деформованого стану, розрахунками машино — будування конструкцій та їх динамічні характеристики. Автор розробок і винаходів у галузі експериментальних установок визначення механічних характеристик матеріалів під час роботи за екстремальних умов..

## Праці
- Об эффективных подходах к оптимизации релаксационной схемы при численном решении краевых задач теории упругости // ПП. 1987. № 6 (співавт.);
- Нелінійна динаміка оболонкового резонатора на рухомій основі // Доп. АНУ. Сер. А. 1994. № 3 (співавт.);
- Применение и развитие метода покоординатного спуска в задачах определения напряженно-деформированного состояния при статических и вибрационных нагружениях. К., 1996;
- Визначення власних частот і власних форм коливань дискових пил // Наук. вісті НТУУ «КПІ». 1998. № 3 (співавт.);
- Використання варіаційно-сіткового методу і методу покоординатного спуску в задачах коливань просторових тіл // Там само. 2000. № 3 (співавт.).